# Redpagos
Redpagos é uma empresa uruguaia do setor de serviços financeiros, especializada na gestão de pagamentos e cobranças.

## História
A Redpagos foi fundada em 2001, a partir da união de diversas casas de câmbio uruguaias. Desde sua criação, oferece serviços como pagamento de contas de empresas estatais, recebimento de benefícios sociais, além de depósitos e transferências de dinheiro tanto nacionais quanto internacionais.
A empresa também atua na venda de ingressos para eventos esportivos e artísticos, em parceria com empresas como a Red UTS e a TickAntel. Para envio de dinheiro ao exterior, mantém acordos com operadoras como MoneyGram e More.
Em 2015, a Redpagos possuía 378 pontos de atendimento no Uruguai, com forte presença em Montevidéu e no interior do país.  
Em junho de 2021, a Redpagos foi adquirida pela filial do grupo espanhol Prosegur, por meio da Prosegur Cash, que passou a deter a totalidade do capital social da empresa uruguaia Nummi S.A.